# Xian de Wen (Gansu)
Pour les articles homonymes, voir WEN et Wén (文).
Le xian de Wen (文县 ; pinyin : Wén Xiàn) est un district administratif de la province du Gansu en Chine. Il est placé sous la juridiction de la ville-préfecture de Longnan.

## Démographie
La population du district était de 241 095 habitants en 1999.